# 1994
1994 (MCMXCIV) fon un any normal del calendari gregorià començat en dissabte.

## Esdeveniments
Països Catalans
- 31 de gener, Barcelona: Un incendi destrueix el Gran Teatre del Liceu.
- 14 de febrer, Palma: es crea l'organització de comerç just S'Altra Senalla.
- 25 de febrer, Barcelona: S'inaugura al Raval el Centre de Cultura Contemporània de Barcelona (CCCB), sota la direcció de Josep Ramoneda.[1]
- 15 de maig, Portbou: S'inaugura el Memorial Passatges a Walter Benjamin, que estén el reconeixement a tots els éssers anònims que marxen a l'exili cercant la llibertat.[2]
- 30 de juny, la Generalitat de Catalunya reconeix oficialment la llengua de signes catalana.
- 1 de juliol, Mallorca: Més de quaranta entitats juvenils creen els Joves de Mallorca per la Llengua.
- Estiu: Més de 62.000 hectàrees cremades a tot Catalunya en diversos incendis forestals
- 9 a 11 d'octubre, Catalunya: Es produeixen greus inundacions en diversos indrets.[3]
- 1 de desembre, Osona, Vic: Comença el desplegament dels Mossos d'Esquadra a Catalunya. El cos català substitueix a la comarca el Cos Nacional de Policia i la Guàrdia Civil en les funcions d'ordre públic i seguretat ciutadana.

Resta del món
- gener: descobriment del Cometa 144P/Kushida
- 1 de gener: Entra en vigència l'Àrea de Lliure Comerç d'Amèrica del Nord formada per Canadà, els Estats Units i Mèxic.
- 8 de gener: El japonès Yoshio Kush descobreix el Cometa 144P/Kushida.
- 3 de febrer: El Japó llença l'OREX, una càpsula espacial no tripulada mitjançant un coet H-2 des de la base de Tanegashima.
- 1 de març: Europa: Neix l'“Europa dels Quinze”. Suècia, Àustria i Finlàndia s'incorporen com a nous socis de la Unió Europea.
- 4 de març, Vitòria, Àlaba, País Basc: l'Ajuntament de la ciutat obre el primer registre a l'Estat Espanyol de parelles de fet (heterosexuals i homosexuals).[4]
- 15 de març: Estats Units i Rússia arriben a un acord per permetre la supervisió mútua del desmantellament de l'armament nuclear.
- 25 de març, Somàlia: Els darrers soldats estatunidencs destacats en l'operació Continue Hope abandonen el país.[5]
- 6 d'abril - 4 de juliol: genocidi de Ruanda.[6]
- 12 d'abril, Palestina: Israel i l'OAP conclouen al Caire l'acord sobre la policia palestina que es desplegà a Gaza i Jericó segons el qual comptà amb 9.000 efectius.[7]
- 15 d'abril - Uruguai: signatura del darrer acord del GATT, signat per 110 membres.[8]
- 27 d'abril, Sud-àfrica: Després de mig segle de racisme institucionalitzat (apartheid), Nelson Mandela hi guanya les primeres eleccions en què poden participar tots els ciutadans, amb independència dels seus trets racials.
- 25 d'octubre:
  - Ciutat del Vaticà, Roma: La Santa Seu anuncia l'establiment de relacions oficials amb l'OAP, sense caràcter plenament diplomàtic
  - Tegucigalpa, Hondures: Els presidents centreamericans i el primer ministre de Belize, hi aproven una declaració sobre pau i desenvolupament a la regió.[9]
- 15 de desembre: Palau esdevé membre de l'ONU.
- Es publica el llibre Contes per a nens i nenes políticament correctes de James Finn Garner.
- Estrena de la pel·lícula Aswang
- El grup de rock Endelèkhia publica un álbum amb aquest mateix nom.
- Creació de l'equip esCert que dona resposta a emergències informàtiques.
- Neix el cantant Harry Styles

### Cinema i televisió

| M/d   | Direcció | Títol      | Gènere  |
| ----- | -------- | ---------- | ------- |
| 00/00 | John Doe | pel·lícula | slasher |

### Música
| M/d   | títol                      |                           |
| ----- | -------------------------- | ------------------------- |
| 01/18 | Dogman                     |                           |
| 01/18 | Whiskey for the Holy Ghost |                           |
| 01/18 | Antenna                    |                           |
| 02/01 | Dookie                     |                           |
| 02/02 | Dreamspace                 |                           |
| 02/17 | Cheshire Cat               |                           |
| 03/13 | Amor Prohibido             |                           |
| 03/22 | The Mask and Mirror        |                           |
| 03/24 | Black Hand Inn             |                           |
| 04/08 | Smash                      |                           |
| 04/09 | Crash! Boom! Bang!         |                           |
| 04/25 | Parklife                   |                           |
| 05/10 | Weezer                     |                           |
| 06/01 | Itch                       |                           |
| 06/28 | Cohen Live                 |                           |
| 07/08 | Master of the Rings        |                           |
| 07/19 | Punk in drublic            |                           |
| 07/26 | Out of Range               |                           |
| 08/09 | Endangered Species         |                           |
| 08/23 | Grace                      |                           |
| 08/26 | Prostitute                 |                           |
| 08/29 | Definitely Maybe           |                           |
| 09/05 | Happiness?                 |                           |
| 09/12 | Disco 2                    |                           |
| 09/26 | Monster                    |                           |
|       | R.E.M.: Singles Collected  |                           |
| 10/24 | Radiohead                  | My Iron Lung              |
| 11/01 | Nirvana                    | MTV Unplugged in New York |

El 23 d'abril tingué lloc al Palau Sant Jordi el concert dels 20 anys de Companyia Elèctrica Dharma, editat en disc i DVD.
Enguany es fundà el grup de latin ska novaiorqués King Changó.
Naiximents i defuncions
El 5 d'abril morí als vint-i-set anys Kurt Cobain, cap dels Nirvana (grup de música).
| D.    | Nom i llinatges      | Activitat                        | Origen        | m.   |
| ----- | -------------------- | -------------------------------- | ------------- | ---- |
| 02/01 | Harry Styles         | cantant pop                      | anglés        |      |
| 02/02 | Kevin Fret           | cantant trap                     | porto-riqueny | 2019 |
| 03/01 | Justin Bieber        | cantant pop                      | canadenc      |      |
| 03/23 | Arkano               | cantant rap                      | alacantí      |      |
| 03/29 | Choi Jin Ri Sulli    | cantant K-pop                    | sud-coreana   | 2019 |
| 05/24 | Dimaix Khudaiberguen | cantant pop i música tradicional | kazakh        |      |

- 12mar  Christina Grimmie (cantant pop)
- 29mar  Sulli (cantant K-pop)

### Premis Nobel
| Camp                  | Guardonats                                           |
| --------------------- | ---------------------------------------------------- |
| Física                | - Bertram Brockhouse - Clifford Shull                |
| Química               | - George Andrew Olah                                 |
| Medicina o Fisiologia | - Alfred G. Gilman - Martin Rodbell                  |
| Literatura            | - Kenzaburo Oe                                       |
| Pau                   | - Yasser Arafat - Ximon Peres - Yitzhak Rabin        |
| Economia              | - John Harsanyi - John Forbes Nash - Reinhard Selten |

### Videojocs
| D.    | jocs                                |     | sistemes   |
| ----- | ----------------------------------- | --- | ---------- |
| 02/18 | Air Management II                   |     | SFC        |
| 03/19 | Sūpā Metoroido (スーパーメトロイド) |     | SFC        |
| 04/18 | Super Metroid                       |     | SNES       |
| 04/   | Aero the Acro-Bat 2                 |     | Genesis    |
| 11/   | Aero the Acro-Bat 2                 |     | SNES       |
| 08/   | Aero the Acro-Bat 2                 |     | MD / SNES  |
| 08/   | Aerobiz Supersonic                  |     | SNES       |
| 11/   | Aerobiz Supersonic                  |     | Genesis    |
| 07/   | Global Champion/Kaiser Knuckle      | ONU | recreativa |
| 07/28 | Super Metroid                       |     | SNES       |
| 08/12 | Wild Guns                           |     | SFC        |
| 11/24 | Secret of Mana                      |     | SNES       |

```
Fa 31 anys}}
:
```

- 28jul  SNES

El 22 de novembre, Sega estrenà llur consola de 32 bits, Sega Saturn, en exclusiva al Japó.

## Naiximents
Les persones nascudes el 1994 faran 31 anys durant el 2025.
Països Catalans
- 14 de gener, Premià de Mar: Gisela Pulido i Borrell, surfista d'estel catalana, especialista en modalitat lliure (freestyle).[11]
- 4 de febrer, Mollet del Vallès: Alèxia Putellas i Segura, futbolista catalana.[12]
- 13 de març, Sant Martí Vell: Clàudia Vilà Barnés, gimnasta artística catalana.[13]
- 18 de març, Barcelonaː Judit Ignacio Sorribes, nedadora d'estil papallona catalana.[14]
- 21 de maig, Castelló de la Plana: Gemma Gili Giner, futbolista valenciana.[15]
- 13 de juliol, Aielo de Malferit: Ivana Andrés Sanz, futbolista i educadora social valenciana.[16]
- 1 de setembre, Amposta: Aina Cid Centelles, remadora catalana, campiona europea.[17]
- 4 de setembre, Cala Millor, Mallorca: Virginia Torrecilla Reyes, futbolista mallorquina, que juga de centrecampista.[18]
- 15 de desembre - Sabadell: Elisabet Casanovas, actriu catalana.

Resta del món
- 16 de febrer - Wisconsin, Estats Units d'Amèrica: Ava Max, cantant estatunidenca
- 2 de febrer - Struga, Macedònia del Nord: Isnik Alimi Futbolista macedoni.
- 1 de març - London, Ontario, Canadà: Justin Bieber, cantant Canadenc.
- 27 de juliol - Toronto: Winnie Harlow, periodista i model canadenca que pateix vitiligen.[19]
- 4 de setembre - Goma: Rebecca Kabugho, activista congolesa defensora dels drets humans, Premi Internacional Dona Coratge el 2017.[20]

## Necrològiques
Països Catalans
- 14 de gener - Tolosa de Llenguadoc, França: Frederica Montseny, dirigent anarquista catalana.[21]
- 16 de gener - Medina de Pomar, Burgos: Concepción Sáinz-Amor, mestra i pedagoga del Patronal Escolar de Barcelona (n. 1897).[22]
- 11 de febrer - Barcelonaː Mercè Comaposada i Guillén, militant feminista i anarquista catalana, escriptora i advocada̟ (n. 1901).[23]
- 31 de març - Vinaròs, Baix Maestrat: Eugeni Giner, guionista i dibuixant de còmics valencià.
- 15 d'abril - Ceret, Vallespir: Enric Guiter, lingüista nord-català.
- 11 de juny - Montevideo: Manolita Piña de Rubies, xilògrafa i pintora noucentista catalana (n. 1883).[24]
- 4 de juliol - València: Juan Gil-Albert Simón, poeta i assagista valencià.
- 6 de juliol - Banyoles, Pla de l'Estany: Maria Perpinyà i Sais, poeta, periodista i traductora catalana (n. 1901).[25]
- 21 de juliol - Barcelona: Pere Calders, escriptor català.[26]
- 25 de juliol - Vilanova i la Geltrú: Ventureta Mestres i Gras, actriu i soprano catalana (n. 1925).[27]
- 7 de novembre - Berlín: Manuela Ballester Vilaseca, pintora, il·lustradora, cartellista, escriptora, editora i poeta (n. 1908).[28]
- 3 de desembre - Madrid: Víctor d'Ors i Pérez-Peix, arquitecte i urbanista (n. 1909).[29]
- València: Agustín Alamán Rodrigo, compositor, pianista i director de música.[30]
- Barcelona: Núria Solé i Ventura, esmaltadora de vidre i ceramista catalana.[31]
- Barcelona: Euda Solé i Ventura, esmaltadora de vidre i ceramista catalana.[31]

Resta del món
- 15 de gener, Los Angeles, EUA: Harry Nilsson, músic estatunidenc.
- 6 de febrer, Thousand Oaks, Califòrnia (EUA): Jack Kirby, autor de còmics, creador gràfic de personatges com Els Quatre Fantàstics, Capità Amèrica o Thor (n. 1917).
- 7 de febrer, Varsòvia, Polònia: Witold Lutosławski, compositor polonès (n. 1913).[32]
- 8 de febrer, Culiacán, Mèxic: Amparo Ochoa, cantant mexicana (n. 1946)
- 9 de febrer, Madison, Wisconsin (EUA): Howard Martin Temin, biòleg estatunidenc, Premi Nobel de Medicina o Fisiologia de l'any 1975 (n. 1934).
- 12 de febrer, Sevilla: Rafael Durán, actor espanyol.[33]
- 6 de març:
  - Tiblisi o Kutaisi, Geòrgia: Tenguiz Abuladze, director de cinema georgià.
  - Ciutat de Nova York, EUA: Melina Merkuri, actriu, cantant i política grega.[34]
- 9 de març, San Pedro, EUA: Charles Bukowski, escriptor nord-americà (n. 1930).[35]
- 17 de març, 
  - Londresː Mai Zetterling, actriu i directora de cinema sueca (n. 1925).[36]
  - Edimburg: Charlotte Auerbach, genetista alemanya jueva.[37][38]
- 21 de març, Palm Beach, Florida, Lili Damita, actriu franco-estatunidenca (n. 1904).[39]
- 23 de març, 
  - Roma: Álvaro del Portillo, bisbe catòlic (n. 1914).
  - Roma: Giulietta Masina, actriu italiana (n. 1920).[40]
- 28 de març, París (França): Eugen Ionescu, escriptor romanès, sobretot en llengua francesa, creador del teatre de l'absurd (n. 1909).[41]
- 5 d'abril, Barcelona: Maria Lluïsa Solà Llopis, bibliotecària i escriptora catalana (n. 1918).[42]
- 5 o 6 d'abril, Seattle, EUA: Kurt Cobain, músic estatunidenc, compositor i líder de Nirvana, mort per arma de foc (n. 1967).[43]
- 6 d'abril. prop de l'aeroport de Kigali, Ruanda:
  - Juvénal Habyarimana, president de Ruanda.[44]
  - Cyprien Ntaryamira, president de Burundi[44]
- 7 d'abril, Kigali, Ruanda: Agathe Uwilingiyimana, política ruandesa, primera cap de govern femenina de Ruanda.[45]
- 22 d'abril, Nova York, EUA: Richard Nixon, polític estatunidenc, President dels Estats Units (1968-1974) (n. 1913).[8]
- 1 de maig, Imola, Emília-Romanya: Ayrton Senna, pilot de Fórmula 1 brasiler (n. 1960).[46]
- 9 de maig, Orange (Connecticut): Anni Albers, dissenyadora tèxtil, teixidora, pintora alemanya, professora de la Bauhaus (n. 1899).[47]
- 17 de maig, Ravensbrück, Alemanya: Milena Jesenská, periodista, escriptora i traductora txeca.
- 19 de maig: Nova York: Jacqueline Kennedy, primera dama dels EEUU pel seu matrimoni amb J. F. Kennedy (n.1929).[48]
- 29 de maig, Santiago de Xile: Erich Honecker, polític alemany, president de la República Democràtica Alemanya (n. 1912).[49]
- 30 de maig, Madrid (Espanya): Juan Carlos Onetti Borges, escriptor i periodista uruguaià (n. 1909).[50]
- 9 de juny, La Haia (Països Baixos): Jan Tinbergen, economista neerlandès, Premi Nobel d'Economia de l'any 1969 (n. 1903).[51]
- 14 de juny, Los Angeles, EUA: Henry Mancini, compositor estatunidenc de música per a cinema (n. 1924).[52]
- 7 de juliol, Madrid: María Lacrampe, infermera socialista espanyola (n. 1909).[53]
- 8 de juliol, Pyongyang (Corea del Nord): Kim Il-sung (en coreà: 김일성), fou el primer líder de la República Democràtica Popular de Corea,d'ençà la seva fundació el 1948, fins a la seva mort (n. 1912).[54]
- 16 de juliol, Los Angeles, Califòrnia (EUA): Julian Schwinger, físic estatunidenc, Premi Nobel de Física de l'any 1965 (n. 1918).[55]
- 20 de juliol, Veurne (Bèlgica): Paul Delvaux, pintor belga inicialment neoimpressionista i expressionista (n. 1897).[56]
- 27 de juliol, Madrid, Espanya: Rosa Chacel Arimón, escriptora espanyola de la Generació del 27 (n. 1898).[57]
- 29 de juliol: Shiptons-on-Stour, Anglaterra: Dorothy Crowfoot Hodgkin, química i professora anglesa, guardonada amb el Premi Nobel de Química 1964 (n. 1910).[58]
- 14 d'agost, 
  - Zúric (Suïssa): Elias Canetti, escriptor i pensador en llengua alemanya, Premi Nobel de Literatura de 1981.[59]
  - Nova York: Alice Childress, novel·lista, dramaturga i actriu negra estatunidenca (n. 1916).[60]
- 18 d'agost: Norwich (Anglaterra): Richard Laurence Millington Synge, químic anglès, Premi Nobel de Química de 1952 (n. 1914).[61]
- 19 d'agost: Big Sur, Califòrnia (EUA): Linus Carl Pauling, físic i químic estatunidenc, Premi Nobel de Química de l'any 1954 (n. 1901).[62]
- 11 de setembre, Easton, Connecticut: Jessica Tandy, actriu anglesa nacionalitzada estatunidenca.[63]
- 17 de setembre, Londres: Karl Popper, filòsof i sociòleg austríac (n. 1902).
- 22 de setembre, 
  - Los Angeles, Califòrnia: Leonard Feather, pianista de jazz, compositor, periodista i escriptor anglès i nacionalitzat estatunidenc
  - Roma: Maria Carta, cantant de música sarda, actriu i poeta (n. 1934).[64]
- 30 de setembre, París (França): André Lwoff, microbiòleg francès, Premi Nobel de Medicina o Fisiologia de l'any 1965 (n. 1902).[65]
- 20 d'octubre:
  - Los Angeles (els EUA): Burt Lancaster, actor estatunidenc (n. 1913).
  - Tallahassee, Florida (EUA): Paul Adrien Maurice Dirac, enginyer i matemàtic britanicosuís, Premi Nobel de Física de l'any 1933 (n. 1902)
- 25 d'octubre - Nova York: Mildred Natwick, actriu nord-americana d'escena, cinema i televisió (n. 1905).[66]
- 10 de novembre, Beverly Hills: Carmen McRae, cantant de jazz nord-americana.[67]
- 13 de novembre: Motoo Kimura, genetista japonès conegut per la introducció de la teoria neutralista de l'evolució.
- Ryszard Riedel, líder del grup de blues Dzem